# Abdulkader al-Badri
Abdulkader al-Badri (عبد القادر البدري), né le 8 décembre 1921 et mort le 30 juin 2003, est un homme politique libyen, Premier ministre de Libye de juillet à octobre 1967.

## Biographie
Né dans la région d’Alumblytanih près de la ville de Biar à environ 62 kilomètres à l’est de la ville de Benghazi. Il appartient à la tribu "Carthage" Mujahid. Il a fréquenté des écoles primaires dans des écoles religieuses et, très tôt dans sa vie, s'est tourné vers l'agriculture et le commerce. Il a été élu à la Chambre des représentants du gouvernement de Barqa en 1950. Il a également été élu membre du cercle des "Abyar" à toutes les élections législatives depuis l'indépendance.
Il a remporté les élections à la Chambre des représentants pour le district Abyear depuis les trois sessions d'élection de décembre 1952 à décembre 1960. À la Chambre des représentants. Il est devenu le premier ministre de l'agriculture du gouvernement d'Abdul Majeed Ka'bar dans ses derniers jours (septembre-octobre 1960). Il a également occupé les ministères de l'Économie et de la Santé du gouvernement des pêches, Mohamed Osman (octobre 1960 à octobre 1961), ainsi que l'industrie du gouvernement de Saddam Hussein (mars à octobre 1965). Il fut le ministre du Logement de (octobre 1965 à avril 1967).